# Juncus prominens
Juncus prominens là một loài thực vật có hoa trong họ Juncaceae. Loài này được (Buchenau) Miyabe & Kudo mô tả khoa học đầu tiên năm 1913.